# Hilläkeste
Hilläkeste – wieś w Estonii, znajdująca się w prowincji Võru i gminie Meremäe.